# Engelbert Bucher
Engelbert Bucher (* 21. September 1913 in Kerns; † 19. Januar 2005 in Triesenberg) war der erste Dekan des Fürstentums Liechtenstein (1970–1978) und durfte als Seelsorger und als Historiker zahlreiche Ehrungen entgegennehmen.

## Leben
Nach seiner Priesterweihe im Jahre 1940 kam Bucher als Kaplan nach Triesenberg und wurde bereits 1943 als Pfarrer eingesetzt. Der initiative Dorfpfarrer widmete sich neben seiner seelsorgerlichen Tätigkeit mit grosser Schaffenskraft der Erforschung der Dorfgeschichte und der Ahnenforschung. Die Gemeinde verdankt ihm zahlreiche Arbeiten zur Lokalgeschichte und ernannte ihn zum Ehrenbürger. 1979 wurde er von Fürst Franz Josef II. mit dem Titel Fürstlicher Geistlicher Rat geehrt. Eine hochrangige und verdiente Auszeichnung ist das Ehrenzeichen der Leopold-Franzens-Universität Innsbruck im Jahre 1990.
Die Krönung seiner Tätigkeit als Heimatforscher ist seine neunbändige Familienchronik, ein Werk, das in seiner Art einmalig ist. Mit seiner in den 1940er Jahren begonnenen Sammlung von Kulturgütern legte er den Grundstein für das 1961 und 1981 eingerichtete «Walsermuseum Triesenberg».
Walsertum und Walserforschung waren Engelbert Bucher besonders ans Herz gewachsen. Er gehörte zu jenem Kreis der ersten Stunde, die im Jahre 1962 in Saas-Fee der Walserforschung neuen Auftrieb gegeben hatten. Anlässlich des 2. Internationalen Walsertreffens in Triesenberg war er unter den Gründungsmitgliedern der Internationalen Vereinigung für Walsertum. Dem Vorstand gehörte er bis 1995 an. Besonders stolz war er auf die Ernennung zum Päpstlichen Ehrenprälaten anlässlich seines Diamantenen Priesterjubiläums im Jahr 2000.
Engelbert Bucher war weitläufig mit dem heiligen Niklaus von Flüe verwandt.

## Schriften
- Walsersiedlungen in Liechtenstein : Werden und Entwicklung, Vaduz : Gesellschaft Schweiz-Liechtenstein, 1992
- Familienchronik der Walsergemeinde Triesenberg 1650 – 1984, 9 Bände, Triesenberg : Gemeinde Triesenberg, 1986
- Schulchronik Triesenberg, Triesenberg, Liechtenstein : Katholisches Pfarramt, 1963
- Pfarrei und Pfarreileben von Triesenberg, Triesenberg, Liechtenstein : Katholisches Pfarramt, 1962